# Stegastes aureus
Stegastes aureus är en fiskart som först beskrevs av Fowler 1927.  Stegastes aureus ingår i släktet Stegastes och familjen Pomacentridae. Inga underarter finns listade i Catalogue of Life.